# Jidai matsuri

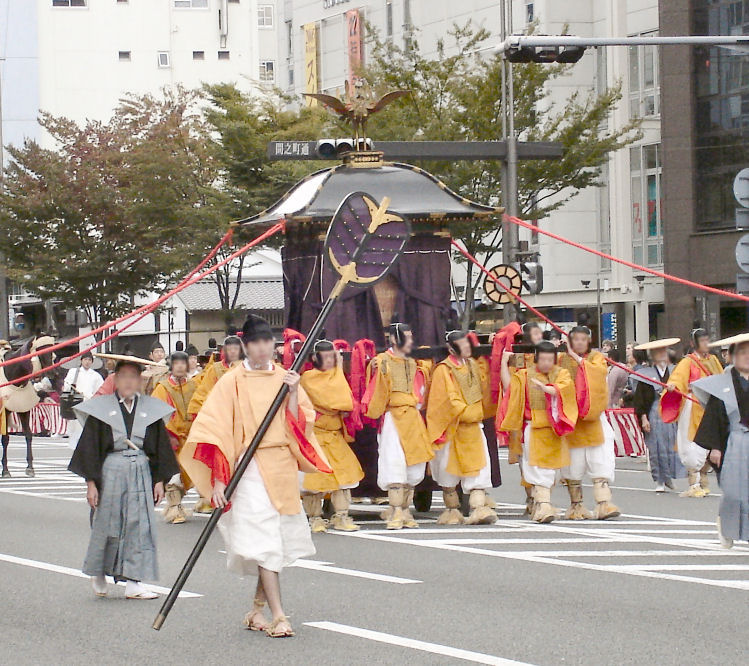
Le jidai matsuri (2005).

 (août 2018).
Si vous disposez d'ouvrages ou d'articles de référence ou si vous connaissez des sites web de qualité traitant du thème abordé ici, merci de compléter l'article en donnant les références utiles à sa vérifiabilité et en les liant à la section « Notes et références ».
Jidai matsuri (時代祭, festival des Âges) est un des trois plus importants festivals traditionnels de Kyōto, l’ancienne capitale impériale du Japon. Il a lieu tous les 22 octobre. Ce festival a été créé en 1895, année du 1 100 e anniversaire de la fondation de Kyōto, alors connue sous le nom de Heian-kyō.

## Présentation
Le festival est intimement lié au sanctuaire Heian-jingū, fondé au même moment. Il est dédié à deux empereurs : celui qui transféra la capitale à Kyōto, l’empereur Kanmu, et celui qui fut le dernier à régner sur la capitale, l’empereur Kōmei.
La procession débute au parc du Kyōto-gosho, le Palais impérial de Kyōto, et se termine au Heian-jingū. Elle est anti-chronologique, présentant les événements du plus récent aux plus anciens. Pour en voir la totalité, il faut compter au moins une heure trente, car il y a plusieurs étapes où le temps recule lentement vers la fondation même de Kyōto :
1. Restauration de Meiji (1868)
  1. Armée royale de la restauration de Meiji.
  2. Procession des patriotes de la restauration de Meiji.
2. Époque d'Edo (1615-1866) : visite de courtoisie du shogun Tokugawa à l’empereur
3. Dames de l’époque d'Edo
  1. Kazuno Miya (princesse Kazu), fille de l'empereur Ninkō et sœur de l'empereur Kōmei, elle épouse Tokugawa Iemochi à 16 ans.
  2. Ōtagaki Rengetsu, artiste.
  3. Kuranosuke Nakamura, femme d’un riche marchand.
  4. Kai et Gyokuran, poétesses.
  5. Yoshino Tayu, artiste et courtisane.
  6. Izumo no Okuni, prêtresse à l’origine de la création du kabuki.
4. Époque Azuchi Momoyama (1573-1614)
  1. Procession de Hideyoshi Toyotomi.
  2. Sir Nobunaga Oda entre dans la cité.
5. Époque de Muromachi (1393-1572) : entrée triomphale du général Masashige Kusunoki à Kyoto
6. Dames du Moyen Âge
  1. Ohara-me, habits traditionnels féminins de la région nord de Kyoto, Ohara.
  2. Katsura-me, habits traditionnels féminins de la région ouest de Kyoto, Katsura.
  3. Yodo Gimi, femme d'Hideyoshi Toyotomi.
  4. Fujiwa no Tameie.
  5. Shizuka Gozen, tragique héroïne passionnément aimée par Minamoto no Yoshitsune.
7. Wake no Hiromushi
8. Époque de Kamakura (1192-1333) : la compagnie des archers Yabusame
9. Époque Fujiwara (897-1185) : procession des nobles de la cour.
10. Dames de l’époque de Heian (794-1185)
  1. Wake no Hiromushi, bienfaitrice qui a sauvé 83 orphelins, créatrice des orphelinats au Japon.
  2. Ono no Komachi, poétesse considérée comme un modèle de beauté.
  3. Fille de Ki no Tsurayuki, poète.
  4. Murasaki Shikibu et Sei Shonagon ; la première est l’auteure du Genji Monogatari (Dit de Genji) et la seconde est l’auteure de l’essai critique Makura no Soshi (Notes de chevet).
  5. Tokiwa Gozen, mère de Minamoto no Yoshitsune.
  6. Yokobue.
  7. Tomoe Gozen, femme du général Kiso Yoshinaka qui combattit à ses côtés, en armure.
11. Ère Enryaku (782-806)
  1. Procession des guerriers.
  2. Procession des nobles de la cour.
12. Offrandes offertes aux dieux
13. Zen retsu : procession sacrée
14. Shinko retsu : procession sacrée des deux attelages symbolisant les âmes des empereurs Kanmu et Kômei.
15. Compagnie d’archers : ils sont chargés de protéger symboliquement les attelages sacrés.

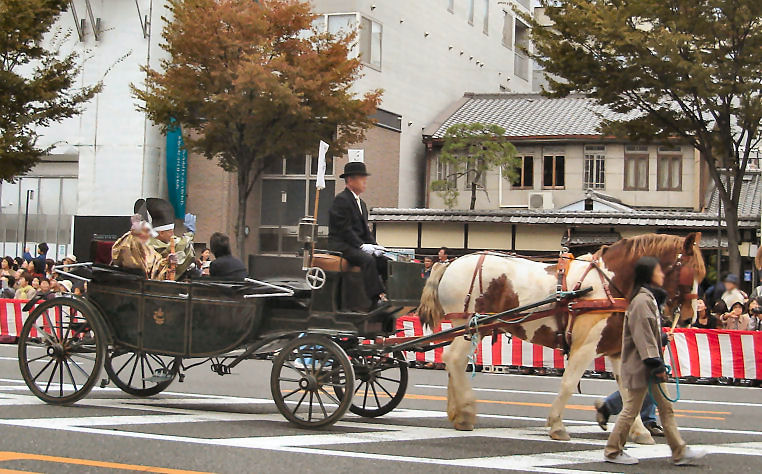
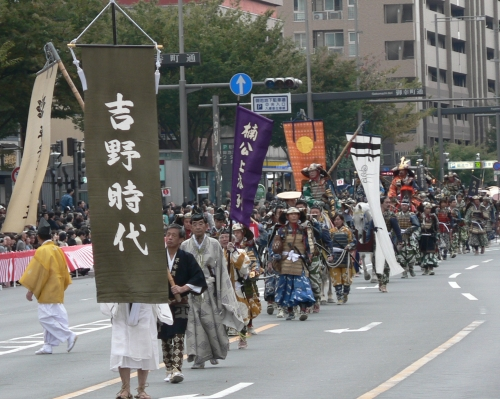
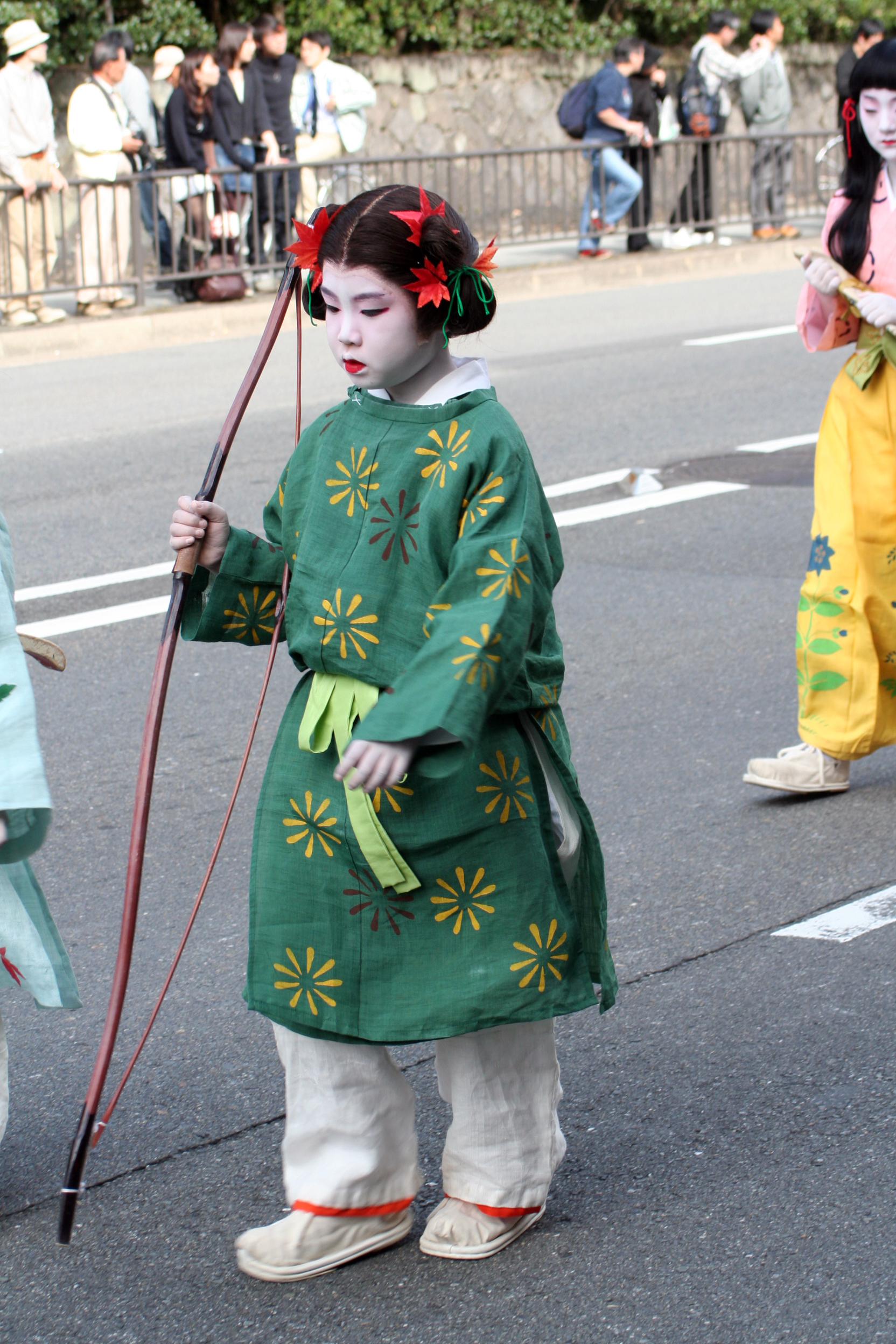